# Włodzimierz Bilan
Włodzimierz Bilan – harcerz, prawnik, działacz i polityk narodowy, samorządowiec, więzień polityczny.

## Biografia
Urodził się w Przemyślu. W 1918 walczył w obronie Przemyśla, otrzymując „Gwiazdę Przemyśla”. Podczas wojny polsko-bolszewickiej pełnił służbę wartowniczą. Był redaktorem pisma „Orlęta” (1921-1922). Ukończył II Państwowe Gimnazjum im. Kazimierza Morawskiego w Przemyślu (1925). Następnie studiował prawo we Lwowie, wieńcząc je magisterium w 1932. Zaangażował się w działalność Młodzieży Wszechpolskiej, Związku Ludowo-Narodowego oraz od 1928 Stronnictwa Narodowego. Działał też w Towarzystwie Gimnastycznym „Sokół”. Utworzył w Przemyślu Zrzeszenie Młodzieży Narodowej, które w 1926 przyłączyło się do Obozu Wielkiej Polski. Był kierownikiem Ruchu Młodych OWP na województwo krakowskie. Działał także w Zjednoczeniu Zawodowym „Praca Polska”. Od listopada 1928 był redaktorem naczelnym tygodnika „Ziemia Przemyska” (do wybuchu wojny w 1939, z przerwą w latach 1930-1931).
W związku z aktywną działalnością polityczną został pobity przez sierżanta Stanisława Pilara z inspiracji dowódcy 38 pułku piechoty płka Kostka-Biernackiego. W odpowiedzi Bilan opublikował artykuł w „Ziemi Przemyskiej”, gdzie skrytykował wykorzystywanie przez sanację do walki politycznej wojska polskiego. W reakcji oficerowie w Przemyślu zaczęli bojkotować pismo. Poparcia Bilanowi udzielił gen. Józef Haller.
W 1933, kiedy zdelegalizowano OWP, przez ponad dwa tygodnie przebywał w areszcie z innymi przemyskimi narodowcami. W kwietniu 1933 stanął na czele Sekcji Młodych SN w Przemyślu, a latem tego roku został wiceprezesem zarządu Podokręgu Przemyskiego SN. Po śmierci prezesa Józefa Kostrzewskiego (kwiecień 1934) objął jego obowiązki. Zasiadał w Radzie Naczelnej SN.
Od 1935 do 1939 był radnym miejskim w Przemyślu (wiceprzewodniczący Klubu Narodowego). Tuż przed wybuchem wojny został wpisany na listę adwokatów Izby Adwokackiej w Przemyślu. Już jesienią 1939 był więziony kilka tygodni przez Niemców na Zamku w Rzeszowie. Na początku 1940 gestapo aresztowało jego ciężarną żonę (wkrótce zwolnioną) i braci, którzy trafili do KL Auschwitz. Bilan nie został aresztowany, bo go nie było w mieście. Odtąd, poszukiwany, używał nazwiska Słodkiewicz (potem Wroński) i przebywał w Miechowie (ojciec był tam komendantem więzienia). Mimo kontaktów z działaczami narodowymi (Władysław Owoc, Józef Haydukiewicz, Tadeusz Lech) – nie zaangażował się w działalność polityczną.
Na wiosnę 1945 zamieszkał w Krakowie. Od maja tego roku do czerwca 1946 był redaktorem „Centralnego Biuletynu Wewnętrznego”, dwutygodnika dla działaczy SN. Po wpisaniu na listę adwokacką (czerwiec 1945) otworzył w Krakowie kancelarię. Opowiadał się za legalizacją SN, w związku z czym był w bliskich relacjach ze Stanisławem Rymarem (stał na czele krakowskiego Komitetu Legalizacyjnego partii). Pod koniec 1945 Bilan spotykał się z Edwardem Sojką, który został wysłany przez Tadeusza Bieleckiego, by tworzyć delegatury MSW rządu londyńskiego. W efekcie Bilan został delegatem na województwo wrocławskie.
Aresztowanie Bilana miało miejsce 1 grudnia 1946. Po dwóch tygodniach pobytu w areszcie w Krakowie został przewieziony do Warszawy i pod koniec roku znalazł się w więzieniu mokotowskim. Po blisko rocznym śledztwie został skazany na śmierć 29 listopada 1947. Proces odbywał się przed Wojskowym Sądem Rejonowym od 18 do 26 listopada tego samego roku. Przewodniczącym składu sędziowskiego był mjr Roman Abramowicz. Bolesław Bierut 19 stycznia 1948 zamienił karę śmierci na dożywocie. Bilan zmarł w szpitalu więziennym we Wronkach 21 kwietnia 1951 (oficjalnie na raka żołądka).

## Życie prywatne i rodzina
Był synem Michała (sierżant armii Austro-Węgier, w niepodległej Polsce pracował w więziennictwie) oraz Franciszki z domu Słodkiewicz. Miał ośmioro rodzeństwa. Jego żoną była Michalina z domu Kukuła (1909-1971). Mieli dwóch synów: Wiesława (1940-1992), geologa i Tadeusza (ur. 1944).